# 天罰エンジェルラビィ☆
『天罰エンジェルラビィ☆』（てんばつエンジェルラビィ）は、2004年1月23日にメディアファクトリーから発売されたOVA。工画堂スタジオ制作のゲームソフト「まじかるトワラー・エンジェルラビィ☆傑作選」のアニメ化作品である。ただし、ゲーム版とは設定・ストーリーとも大きく異なる。

## ストーリー
未来、人類は究極エネルギーと思われた魔法の力を手に入れた。月面に魔法都市ソーサリアムを建造し、生活・産業の隅々まで魔法技術は浸透し人類を繁栄の極致にいたらせた。だが、立場の違いから利権が衝突し、やがて人類史上最悪の「大魔法戦争」が勃発、その結果地上の文明は壊滅した。
それから数千年が経ち地上人類は再び新たな文明を築き始めたが大魔法戦争の傷跡は深く、地上には放棄された数々の魔法兵器が暴走したまま存在し地上人類の生活を脅かしていた。
生き残ったソーサリアムの人類は、女性だけが住む軌道コロニー衛星「エンジェルチェンバー」より地上人類の脅威となるそれら旧世紀の遺物を排除し「地上人類の歴史を正しい方向へと導くため」、サロゲイターというエージェントを派遣するようになった。サロゲイターとは高い戦闘能力と魔法能力をもつ7人の少女からなる。
新人サロゲイターのラスティ・ファースンはその派遣される初日、遅刻し集合時間に遅れるなど一見落ちこぼれのような少女であった。そして地上に派遣されるが、バイク型移動機フェザーの故障から地上のある町付近に墜落してしまう。その町の人間は「アテルイ」なる宗教を信仰しそれを拒否したラスティは、悪魔扱いされて町より追い出され、空腹で倒れそうになってしまう。そこを少年ルカに助けられるが、「アテルイ」の手により出現した旧世紀の魔法兵器群によりピンチに立たされる。だがそのとき、エンジェルチェンバーによりラスティの中に秘められた力が解放され「エンジェルラビィ」へと変身。解放された能力は物凄く、旧世紀の魔法兵器を撃破し「アテルイ」のエージェントたちを撃退した。

## 登場人物
- ラスティ=ファースン（声：飯塚雅弓）
- フィア=ノート（声：かかずゆみ）
- サーリア=ウィネス（声：小森まなみ）
- シアリィ=ファースン（声：小山裕香）
- アルテ=セーマ（声：園崎未恵）
- ルキア=ショール（声：小林美佐）
- ルカ（声：水島大宙）
- マルガレータ（声：大原さやか）
- メイ（声：広橋涼）
- ルイ（声：野中藍）
- 長老（声：青山穣）
- アナウンス（声：山門久美）
- 男の子（声：伊藤龍、柿原徹也）

## スタッフ
- 原作 - 工画堂スタジオ
- 監督・絵コンテ - 石平信司
- 脚本 - 山田光洋
- キャラクター原案 - 成瀬ちさと
- キャラクターデザイン - 鈴木典孝
- メカニックデザイン - 小川浩
- 演出 - 上野史博
- 作画監督 - 梶浦紳一郎、服部憲知
- 美術監督 - 西山礼児
- 色彩設計 - 友野亜紀子
- 撮影監督 - 大前亮介
- 編集 - 西重成
- 音楽 - UNDER17×mobo
- 音響監督 - 本山哲
- プロデューサー - 伊平崇耶、山森篤、北川貴規
- アニメーション制作 - AIC
- 製作 - 天使の会議室（東芝エンタテインメント、メディアファクトリー、工画堂スタジオ）

## 主題歌
メインテーマ「天罰!エンジェルラビィ〜ですver〜」
作詞・作曲 - 桃井はるこ / 編曲 - 小池雅也 / 歌 - UNDER17

## 先行放送局
| 放送地域 | 放送局     | 放送日       | 放送時間     | 放送系列  |
| -------- | ---------- | ------------ | ------------ | --------- |
| 千葉県   | ちばテレビ | 2004年1月2日 | 金曜 24:00 - | 独立UHF局 |
| 埼玉県   | テレビ埼玉 | 2004年1月3日 | 土曜 24:10 - | 独立UHF局 |
| 神奈川県 | tvk        | 2004年1月3日 | 土曜 25:15 - | 独立UHF局 |

## 関連商品

### ゲーム
- まじかるトワラー・エンジェルラビィ☆傑作選
- AS〜エンジェリックセレナーデ - 上記のスピンオフ元

### CD
- Shine White 90
- 生まれたばかりのLoveSong オリジナルサウンドトラック

### DVD
- 天罰エンジェルラビィ OVA

### 小説
- MF文庫J・天罰エンジェルラビィ─ソーサリアムの秘密（ISBN 4840110506）
  - 著者・山田光洋、小説原案・UPLIFT、表紙・成瀬ちさと、挿絵・鈴木典孝

※ 現在、新品での入手は困難となっている（MF文庫Jのサイトにあるリストからも削除されていることから、絶版になったと思われる）。